# Skagabyggð
Skagabyggð (kiejtése: ˈskaːɣaˌpɪɣθ) önkormányzat Izland Északnyugati régiójában, amely 2002. május 25-én jött létre Skagahreppur és Vindhælishreppur egyesülésével.

## Fordítás
- Ez a szócikk részben vagy egészben  a   Skagabyggð című izlandi Wikipédia-szócikk ezen változatának fordításán alapul.  Az eredeti cikk szerkesztőit annak laptörténete sorolja fel. Ez a jelzés csupán a megfogalmazás eredetét és a szerzői jogokat jelzi, nem szolgál a cikkben szereplő információk forrásmegjelöléseként.